# Odznaka pamiątkowa IV Odcinka „Obrony Lwowa”
Odznaka pamiątkowa IV Odcinka „Obrony Lwowa” – polskie odznaczenie wojskowe nadawane uczestnikom walk w obronie polskiej miasta Lwowa przed Ukraińcami w dniach 2–22 listopada 1918 podczas wojny polsko-ukraińskiej.

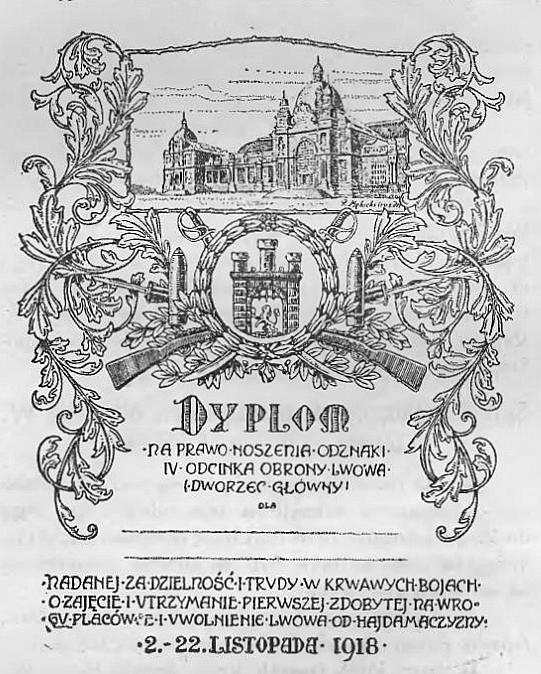
Dyplom do odznaki pamiątkowej IV Odcinka „Obrony Lwowa”

Odznakę otrzymali uczestnicy walk na odcinku IV (Dworzec Główny) w dniach od 2 do 22 listopada 1918. Odznaka była nadawana za dzielność i trudy w krwawych bojach o zajęcie i utrzymanie pierwszej zdobytej na wrogu placówce i uwolnienie Lwowa od Hajdamaczyzny; rysunek dyplomu odznaki wykonał Rudolf Mękicki. Odznaka była noszona na czerwonej wstążce.